# NGC 6347
NGC 6347 في الفهرس العام الجديد، هي مجرة، تقع في كوكبة الجاثي. اكتشفت في 1866 بواسطة إدوارد ستيفان.

## روابط خارجية
- NGC 6347 على موقع ويكي سكاي: DSS2, SDSS, GALEX, IRAS, Hydrogen α, X-Ray, Astrophoto, Sky Map, Articles and images